# Sycosis

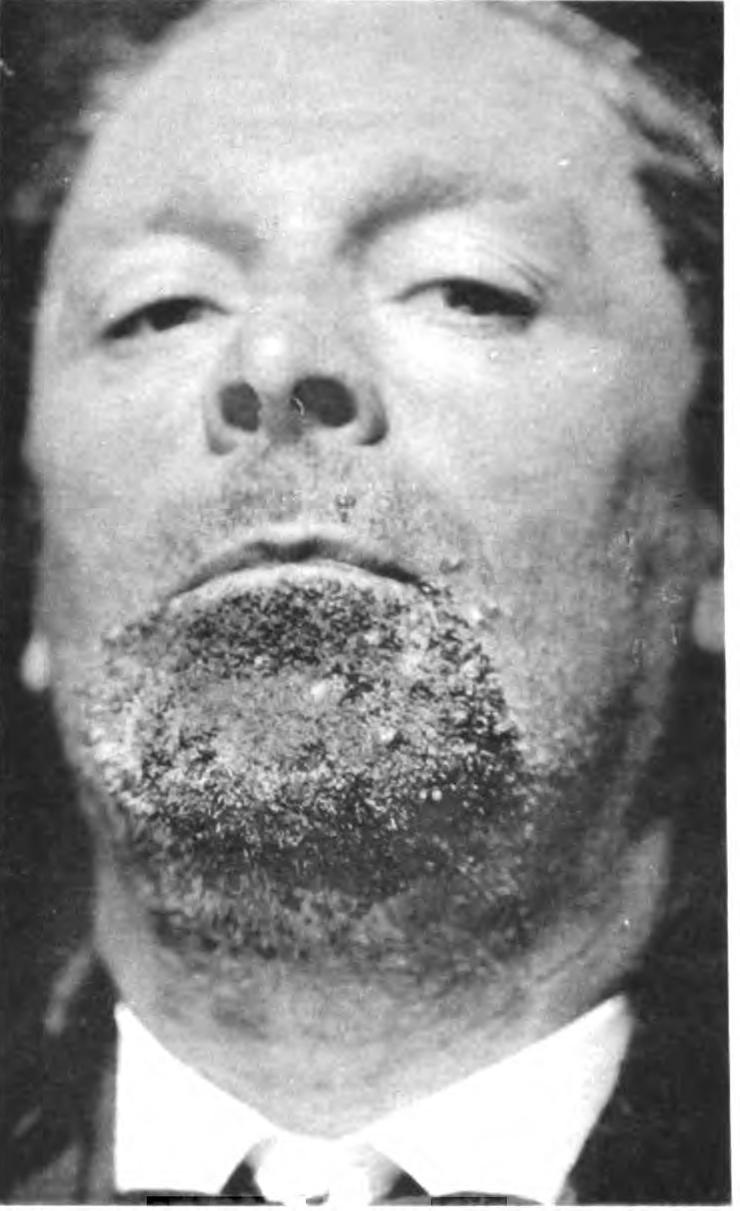
Sycosis barbae

Sycosis (synonym ficosis) är en inflammation i hudens hårsäckar, orsakad av stafylokocker, oftast staphylococcus aureus.
När sycosis uppträder i skägg kallas det sycosis barbae; om åkomman drabbar skalpen, kallas det sycosis decalvans.
Sycosis kan oftast med framgång behandlas med något antibiotikum, men i svåra fall kan hårsäcken ha skadats obotligt med ärrbildning som följd.
Inom homeopatin menas med sycosis enbart icke-manifesterad (sovande) gonorré.